# Богать
Богать — река в России, протекает в Шабалинском районе Кировской области. Устье реки находится в 20 км по левому берегу реки Паозер. Длина реки составляет 29 км, площадь водосборного бассейна 102 км².
Исток находится у деревни Зотовцы в 17 км к северо-западу от посёлка Ленинское. Река течёт на северо-восток, на берегу деревни Колосово, Вороны. Крупнейший приток — Малая Богать (левый). Впадает в Паозер у деревни Соловецкое.
Высота устья — 130 м над уровнем моря.

## Данные водного реестра
По данным государственного водного реестра России относится к Верхневолжскому бассейновому округу, водохозяйственный участок реки — Ветлуга от истока до города Ветлуга, речной подбассейн реки — Волга от впадения Оки до Куйбышевского водохранилища (без бассейна Суры). Речной бассейн реки — (Верхняя) Волга до Куйбышевского водохранилища (без бассейна Оки).
Код объекта в государственном водном реестре — 08010400112110000040724.